# Mark Hellinger Theatre
Le Mark Hellinger Theatre est un ancien complexe de théâtre et de cinéma de Broadway, dans le centre-ville de Manhattan, à New York.  
Il est situé au 237 West 51st Street.
Depuis 1989, il abrite l'église de Times Square.    
L'ancien théâtre, dont l'apparence est en grande partie inchangée, est surtout connu pour avoir été le site de la production originale de My Fair Lady, de 1956 à 1962.  

## Histoire

### Théâtre hollywoodien
Conçu par l'architecte Thomas W. Lamb, le théâtre a été construit par Warner Bros. en tant que cinéma de luxe pour présenter leurs films à Broadway. Il a ouvert sous le nom Warner Bros. Hollywood Theatre le 22 avril 1930 avec le film musical en Technicolor Hold Everything avec Winnie Lightner et Joe E. Brown. 
Bien que construite comme un cinéma, la scène du théâtre, l'une des plus grandes de Broadway, a été conçue pour pouvoir présenter de grands spectacles musicaux. Dès 1934, l'Hollywood commença à présenter des comédies musicales de Broadway, revenant au cinéma entre deux tournages. Le premier de ceux-ci était Calling All Stars, une revue musicale avec Martha Raye. 
Toujours un théâtre de Warner, le 9 octobre 1935, l'Hollywood est le site de la première à New York du somptueux film de Warner Bros., Le Songe d'une nuit d'été. James Cagney et Olivia de Havilland comptent parmi les stars du film. 

### Mark Hellinger Theatre
Après Banjo Eyes, Hollywood retourna à la projection exclusive de films jusqu'en 1948, date à laquelle il fut acheté par le riche producteur Anthony Brady Farrell, qui rénova complètement le bâtiment dans le but de la transformer en un théâtre. Le théâtre reçoit son nom en l'honneur de Mark Hellinger, journaliste et critique de Broadway récemment décédé. Sous son nouveau nom, le théâtre rouvre le 22 janvier 1949 avec la comédie musicale All For Love de Farrell. 
Dans les années 1960, la Hellinger poursuit ses activités comme l'une des maisons musicales clés de Broadway avec, entre autres, les spectacles On a Clear Day You Can See Forever (1965) et Coco (1969), la seule comédie musicale de Broadway de Katharine Hepburn. 
La Nederlander Organisation achete le théâtre en 1970. Jesus Christ Superstar est jouée au Hellinger de 1971 à 1973 pour un total de 711 représentations. Sugar Babies est présenté de 1979 à 1982, pour un total de 1 208 représentations. Dans le autres années de la décennie, le Hellinger continuen à présenter des comédies musicales, dont la plupart échouent. Le film A Chorus Line (1985) est partiellement tourné au théâtre. 

### Église de Times Square
En 1989, la Nederlander Organization loue le Hellinger à l'église de Times Square pour un million de dollars par an, pour un bail de cinq ans. James M. Nederlander déclare : "Nous devons garder les théâtres remplis. Nous avons le Gershwin sans rien dedans. Nous aurons le Nederlander aussi. Nous n'avons rien à l'horizon à mettre dans le théâtre ", ajoutant également, "Nous voulons que le théâtre reste un théâtre légitime. C'est un bail à court terme - cinq ans, c'est court terme pour moi. Ça passera avant que tu le saches.". En 1991, Nederlander vend le Hellinger pour 17 millions de dollars (31 322 182,36 USD de 2018). 
L'église de Times Square a conservé intacte la décoration intérieure historique du théâtre et est régulièrement ouverte au public pour des services et des visites. 

## Conception
Bien que l'entrée principale de l'immeuble se trouve actuellement sur la 51e rue c'était à l'origine d'une entrée latérale. L'entrée principale était à l'origine au 1655 Broadway, avec un hall d'entrée étroit menant à un grand foyer situé sur la 51e rue. En 1930, il était souhaitable qu'un théâtre de cinéma de première diffusion situé dans le quartier de Times Square ait une entrée, aussi petite soit-elle, à Broadway. L'entrée du Hollywood, bien qu'étroite, comportait un chapiteau lumineux et un énorme panneau vertical éclairé. L'entrée de Broadway a été fermée en 1934 et convertie en espace de vente au détail. 
La capacité de l'auditorium est d'environ 1 506 places, l'une des plus grandes du district. La scène compte parmi les plus grandes et les mieux équipées de tous les théâtres de New York. Une grande couronne en plâtre de Paris repose au-dessus de l'avant-scène.

## Productions notables
- 1949 : The Mikado ; The Pirates of Penzance
- 1951 : Two on the Aisle
- 1953 : Hazel Flagg
- 1955 : Plain and Fancy ; Ankles Aweigh
- 1956 : My Fair Lady
- 1962 : La Mélodie du bonheur
- 1964 : A Funny Thing Happened on the Way to the Forum (Le Forum en folie) ; Fade Out - Fade In
- 1965 : On a Clear Day You Can See Forever
- 1965 : Fade Out – Fade In
- 1966 : A Joyful Noise
- 1967 : Illya Darling
- 1969 : Dear World ; Coco
- 1971 : L'Homme de la Mancha ; Jesus Christ Superstar
- 1973 : Seesaw
- 1976 : 1600 Pennsylvania Avenue ; Porgy and Bess (Houston Grand Opera)
- 1977 : Shenandoah
- 1978 : Timbuktu!
- 1978 : Platinum
- 1979 : Sugar Babies, The Utter Glory of Morrissey Hall
- 1982 : A Doll's Life
- 1983 : Merlin
- 1984 : Oliver!
- 1985 : Tango Argentino
- 1986 : Rags
- 1988 : Legs Diamond